# Max Müller (Musiker)
Max Müller (Pseudonym, eigentlich Thomas Müller; * 1963 in Wolfsburg) ist ein deutscher Musiker und der Bandleader von Mutter.

## Biografie
Müller wuchs im Wolfsburger Stadtteil Reislingen auf und gründete 1980 die Punk-Band Honkas, mit der Müller die EP Lied für Fritz veröffentlichte.
Nach seinem Umzug nach Berlin 1981 war er für eine kurze Zeit an der Tödlichen Doris beteiligt, dem Projekt seines Bruders Wolfgang, unter anderem schrieb er gemeinsam mit Nikolaus Utermöhlen das Buch für den 1981 gedrehten Film „Das Leben des Sid Vicious“.
Als Bassist und Gitarrist der Band Vroammm! nahm Müller 1981 am Berliner Festival Genialer Dilletanten teil.
1982 gründete er die Band Campingsex, von der 1984 die LP 1914! erschien. 1982 sollte er eigentlich als Sänger bei Die Ärzte anfangen, doch da er drei Mal bei einer Bandprobe nicht erschien, beließen es Die Ärzte bei ihrem Trio. Nach einem bandinternen Streit zerbrach Campingsex 1986. Müller gründete mit deren Schlagzeuger Florian Koerner von Gustorf die Band Mutter.
Neben seinem Engagement als Sänger bei Mutter arbeitet Max Müller als Solist, hier steht die Arbeit mit dem Computer im Vordergrund. 1989 debütierte er mit der Single Wir steh'n hier jeden Tag / Sie ist aus Holland. 1995 erschien seine Solo-CD Max Müller vor, 1999 gefolgt von Endlich tot und der LP Filmmusik (2004). Müller schrieb Musik zu den Filmen von Jörg Buttgereit und zu Theateraufführungen des Bochumer Schauspielhauses.

## Diskografie
- Die Nostalgie ist auch nicht mehr das was sie einmal war, CD, 2008
- Ich bin kein Spielzeug, CD mit Buch 2006
- Filmmusik, Vinyl-LP, 2005
- Endlich tot, CD, 1999
- Max Müller, CD, 1995
- Schramm: Original Soundtrack (zusammen mit Gundula Schmitz), CD, 1993
- Wir stehen hier jeden Tag, 7inch Vinyl, 1989

## Bücher
- Musikcafé Wolfsburg, Verbrecher Verlag, Berlin 2001